# Atlantic (transatlantico)
L'Atlantic era un transatlantico britannico commissionato nel 1870 dalla White Star Line. Appartenente alla classe Oceanic, costruito nei cantieri Harland & Wolff di Belfast. Attivo sulla rotta Liverpool-New York, il 1º aprile 1873 è naufragata al largo delle coste della Nuova Scozia. Nel disastro morirono almeno 535 persone; ciò la rese sia la peggior sciagura navale avvenuta nell'oceano Atlantico settentrionale sino all'affondamento del transatlantico La Bourgogne, sia il peggior incidente che coinvolse la White Star Line sino al naufragio del RMS Titanic.

## Storia
L'Atlantic, costruito nei cantieri navali Harland & Wolff di Belfast, era il secondo transatlantico della classe Oceanic della White Star Line. Era spinto da un motore a vapore con una potenza di 600 CV che azionava un'elica ed inoltre era dotato di quattro alberi per portare le vele. Varato il 26 novembre 1870, l'Atlantic fu completato il 3 giugno dell'anno successivo. L'8 giugno salpò per il suo primo viaggio tra Liverpool e New York.
Il 20 marzo 1873 salpò dal porto di Liverpool per compiere il suo diciannovesimo viaggio alla volta di New York. Il giorno dopo fece scalo a Cobh, in Irlanda e ripartì alla volta dell'America con a bordo circa 957 passeggeri, anche se questo dato varia a seconda delle fonti. Durante il viaggio, il capitano James A. Williams decise di fare scalo ad Halifax, in Nuova Scozia, per rifornire la nave di carbone. 

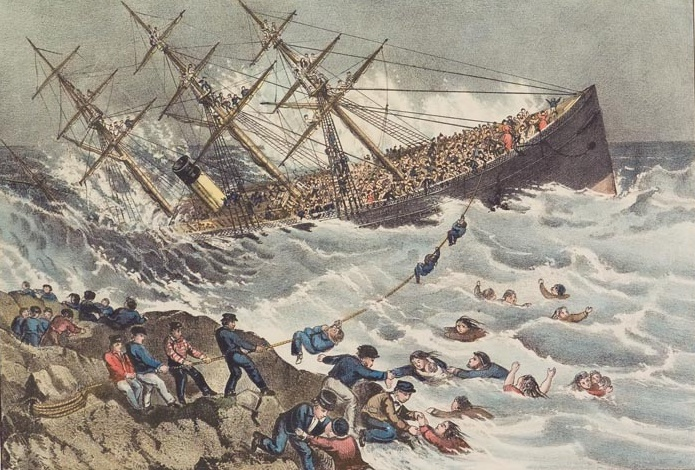
Illustrazione del naufragio dell'Atlantic.

Durante l'avvicinamento a Halifax la sera del 31 marzo, il capitano e il terzo ufficiale rimasero sul ponte fino a mezzanotte mentre l'Atlantic si faceva strada attraverso una tempesta, procedendo a 12 nodi (22 km/h) verso l'entrata del porto, con visibilità intermittente e mare grosso. All'insaputa dell'equipaggio e dei passeggeri, i venti e le correnti avevano messo l'Atlantic circa 12 miglia (20,1 km) fuori rotta a ovest di Halifax. Dal momento che quasi nessuno della ciurma era mai stato ad Halifax prima, in pochi erano consapevoli dei pericoli dell'avvicinamento. Mentre l'Atlantic si avvicinava alla costa da parte dell'equipaggio non furono prese precauzioni come utilizzare delle sonde, mettere una vedetta sull'albero maestro, ridurre la velocità o svegliare il capitano. Non avvistarono il faro di Sambro, il grande faro che avverte i marinai delle secche rocciose a ovest dell'entrata del porto. Mentre la notte passava senza avvistare il faro, il timoniere - l'unico membro dell'equipaggio che conosceva la rada di Halifax - si convinse che qualcosa non andava, e comunicò le sue preoccupazioni agli ufficiali di servizio, ma fu ignorato.

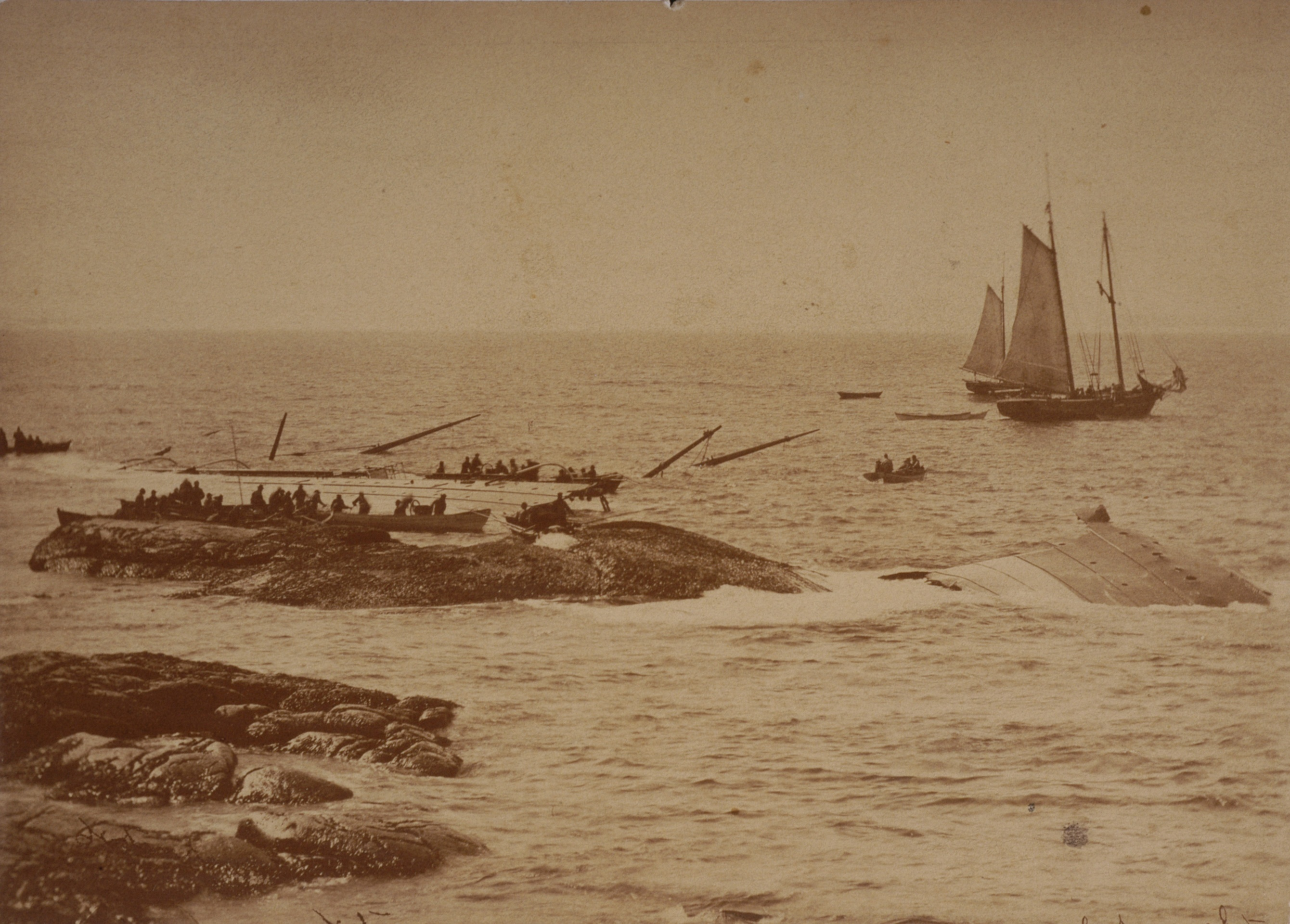
Imbarcazioni di soccorso recuperano i cadaveri delle vittime dal relitto.

Alle 3:15 ora locale del 1º aprile 1873, l'Atlantic colpì una roccia sottomarina ("Golden Rule Rock") al largo di Marr's Head, Meagher's Island (ora Mars Head, Mars Island), Nuova Scozia. Tutte le 10 scialuppe di salvataggio furono calate dall'equipaggio ma furono tutte spazzate via o distrutte mentre la nave si riempiva rapidamente d'acqua e si rovesciava parzialmente. I sopravvissuti furono costretti a nuotare o a calarsi da delle corde su uno scoglio funestato dalle onde e poi su una riva battuta da venti gelidi. I residenti dei piccoli villaggi di pescatori di Lower Prospect e Terence Bay arrivarono presto per salvare e dare rifugio ai sopravvissuti, ma almeno 535 persone morirono, mentre solo 429 furono sopravvissuti. Dei 952 a passeggeri bordo, 156 erano donne e 189 erano bambini (compresi due che erano nati durante il viaggio). Tutte le donne e i bambini perirono tranne un ragazzo di dodici anni, John Hindley. Dieci membri dell'equipaggio rimasero uccisi, mentre i restanti 131 sopravvissero.
Nei giorni successivi al naufragio, gli abitanti della zona continuarono a recuperare sugli scogli e nel relitto i resti delle vittime; 277 delle vittime furono sepolte in una fossa comune del cimitero parrocchiale anglicano di St. Paul a Terence Bay, mentre altre 150 furono sepolte nel vicino cimitero cattolico romano di Star of the Sea a Lower Prospect. L'inchiesta del governo canadese sul disastro condannò duramente il comportamento del capitano Williams.